# Стрельба из лука на летних Олимпийских играх 1908
Соревнования по стрельбе из лука на летних Олимпийских играх 1908 прошли с 17 по 20 июля. Участвовали 57 спортсменов из 3 стран, которые соревновались за 3 комплекта медалей.

## Медали

### Общий медальный зачёт
(Жирным выделено самое большое количество медалей в своей категории; принимающая страна также выделена)
| Общее количество медалей |                |        |         |        |       |
| Место                    | Страна         | Золото | Серебро | Бронза | Всего |
| 1                        | Великобритания | 2      | 2       | 1      | 5     |
| 2                        | Франция        | 1      | 1       | 1      | 3     |
| 3                        | США            | 0      | 0       | 1      | 1     |

### Медалисты

#### Мужчины
| Дисциплина            | Золото                    | Серебро                              | Бронза                |
| --------------------- | ------------------------- | ------------------------------------ | --------------------- |
| Двойной йоркский круг | Уильям Дод Великобритания | Реджинальд Брукс-Кинг Великобритания | Хенри Ричардсон США   |
| Континентальный стиль | Эжен Гризо Франция        | Луи Верне Франция                    | Гюстав Кабаре Франция |

#### Женщины
| Дисциплина                | Золото                      | Серебро                  | Бронза                          |
| ------------------------- | --------------------------- | ------------------------ | ------------------------------- |
| Двойной национальный круг | Куини Ньюолл Великобритания | Лотти Дод Великобритания | Беатрис Хилл-Лоу Великобритания |

## Страны
В соревнованиях по стрельбе из лука участвовали 57 спортсменов из 3 стран:

В скобках указано количество спортсменов
- Франция (15; 0)
- Великобритания (16; 25)
- США (1; 0)